# Kazimierz Grelewski
Kazimierz Grelewski (ur. 20 stycznia 1907 r. w Dwikozach k. Sandomierza, zm. 9 stycznia 1942 r. w Dachau) – polski duchowny katolicki, błogosławiony Kościoła rzymskokatolickiego.

## Życiorys
Jego rodzicami byli Michał i Eufrozyna z domu Jarzyna. Rodzice pochodzili z Połańca.
Szkołę powszechną ukończył w Górach Wysokich. Świadectwo dojrzałości otrzymał po ukończeniu Gimnazjum w Sandomierzu. W 1923 r. wstąpił do sandomierskiego Seminarium Duchownego, a w sierpniu 1929 r. uzyskał święcenia kapłańskie z rąk biskupa Pawła Kubickiego.
Nominowany na prefekta szkoły powszechnej im. Jana Kochanowskiego w Radomiu poświęcił tej pracy 13 lat, aż do aresztowania w styczniu 1941 r.
W czasie wojny uczył na tajnych kompletach, prowadził religię w szkołach powszechnych. Ponadto oddał się pracy charytatywnej. Opiekował się ochronką założoną dla dzieci – ofiar wojny. Po pacyfikacji wsi Nadolna zaopiekował się sierotami, sprowadzając je do ochronki w Radomiu.
W styczniu 1941 r. został aresztowany przez Gestapo wraz z bratem ks. Stefanem. Przewieziono go do więzienia przy ulicy Kościuszki, gdzie był torturowany. Następnie przetransportowany do więzienia w Skarżysku-Kamiennej, a dalej drogą kolejową do niemieckiego obozu koncentracyjnego w Auschwitz-Birkenau, gdzie otrzymał numer obozowy 10443.

W kwietniu 1941 r. przewieziono go do obozu w Dachau i nadano numer 25280. W obozie stracił brata. W liście do rodziny napisał: 
„Stefcio zmarł na moich rękach”.
 Ksiądz Kazimierz, według opinii współwięźniów, został stracony – powieszony lub rozstrzelany – 9 stycznia 1942 r. w Dachau.
Został beatyfikowany 13 czerwca 1999 r. przez Jana Pawła II w grupie 108 błogosławionych męczenników.